# Saint-Urbain-Premier
Pour les articles homonymes, voir Saint-Urbain.
Saint-Urbain-Premier est une municipalité québécoise située dans la municipalité régionale de comté (MRC) de Beauharnois-Salaberry dans la région administrative de la Montérégie.

## Toponymie
La municipalité doit son nom à Urbain Ier. Ce pape martyrisé régna de 222 à 230, période durant laquelle la patronne de la paroisse voisine, Sainte Martine, fut elle-même martyrisée. Pendant quelques années, le bureau de poste local porta le nom de Saint-Urbain-de-Châteauguay dans le but de différencier l'endroit avec Saint-Urbain en Charlevoix.

## Histoire
C'est au cours de la première moitié du XIXe siècle qu'arrivent les premiers défricheurs. À la suite du détachement de Sainte-Martine, la paroisse de Saint-Urbain est fondé en 1848. La municipalité de la paroisse sera créée en 1855. Plus récemment, le statut de Saint-Urbain est passé de municipalité de paroisse à celui de municipalité.
Les panneaux de bienvenue placés non loin du village identifient la municipalité avec la typographie Saint-Urbain-1er.

## Géographie
Le territoire de Saint-Urbain-Premier est situé à l'extrémité est de la municipalité régionale de comté de Beauharnois-Salaberry. Il est borné au nord-ouest par Sainte-Martine, la seule municipalité de la Beauharnois-Salaberry limitrophe de Saint-Urbain-Premier. Une exclave de Sainte-Martine est également contiguë de Saint-Urbain-Premier au sud-ouest. Le territoire couvre une superficie de 53,59 km2 dont 53,58 km2 sont terrestres. Le relief est plat et dans les basses-terres du Saint-Laurent.
À partir de son crénon, dans le sud de la municipalité, la rivière des Fèves, un affluent de la rivière Châteauguay, en traverse l'ouest en coulant vers le nord-ouest.

### Municipalités limitrophes
Saint-Urbain-Premier est limité au nord par Mercier et au nord-est par Saint-Isidore dans la MRC voisine de Roussillon, au sud-est par Sainte-Clotilde, au sud-ouest par Saint-Chrysostome et à l'ouest par Très-Saint-Sacrement.

## Démographie
| 1991  | 1996  | 2001  | 2006  | 2011  | 2016  | 2021  |
| ----- | ----- | ----- | ----- | ----- | ----- | ----- |
| 1 145 | 1 179 | 1 144 | 1 129 | 1 148 | 1 264 | 1 332 |

## Administration
Les élections municipales ont lieu aux quatre ans à date fixe et sans division territoriale. À l'élection de 2013, Francine Daigle, seule en lice, succède au maire sortant Réjean Beaulieu.
| Saint-Urbain-Premier Maires depuis 2001                                                                               |                      |                                  |          |
| Élection | Maire                | Qualité                          | Résultat |
| 2001 | Jean-Pierre McKenzie |                                  | Voir     |
| 2005 | Réjean Beaulieu      |                                  | Voir     |
| 2009 | Réjean Beaulieu      | Voir                             |          |
| 2013 | Francine Daigle      |                                  | Voir     |
| 2017 | Réjean Beaulieu (2)  |                                  | Voir     |
| 2021 | Alain Brault         |                                  | Voir     |
| oct. 2022 | Lucien Thibault      | Maire suppléant (juin-oct. 2022) | Voir     |
| Élection partielle en italique Depuis 2005, les élections sont simultanées dans toutes les municipalités québécoises. |                      |                                  |          |

|             | 2009-2013                                                                                             | 2013-2017                                                                                    |
| Maire       | Réjean Beaulieu                                                                                       | Francine Daigle                                                                              |
| Conseillers | Michel Hamelin Sylvain Mallette Claude Monière Jean-Claude Raymond Nicole Ste-Marie François Thibault | Joane Gibeau Michel Hamelin Sylvain Mallette Mario Parent Nicole Ste-Marie François Thibault |

Saint-Urbain-Premier fait partie de la circonscription électorale d'Huntingdon à l'Assemblée nationale du Québec et est rattaché à la circonscription de Beauharnois-Salaberry à la Chambre des communes du Canada.

## Société et culture
En raison de son caractère agricole, Saint-Urbain a été le théâtre du Festival des moissons attirant de nombreux participants. 